# Смолицкая, Галина Петровна
Гали́на Петро́вна Смоли́цкая (урожд. Васюкова; 30 ноября 1926 — 8 сентября 2006) — российский лингвист, топонимист, доктор филологических наук, профессор.
Автор свыше 150 статей, заметок, тезисов, рецензий по исторической и современной лексике русского языка, лексикографии и топонимике.

## Биография
Родилась 30 ноября 1926 года в селе Рыбное (ныне г. Рыбное) Рязанского района в семье Васюковых: партийного работника и учительницы. С 5 лет жила с матерью в селе Аграфенина Пустынь Рязанского района, там же училась в семилетней школе.
В годы Великой Отечественной войны работала в школьном отряде на полях колхоза, за что в дальнейшем была награждена медалью «За доблестный труд в Великой Отечественной войне 1941—1945 гг.». После окончания войны, с 1945 по 1948 училась в 1-й средней школе г. Рязани.
Поступив в 1948 году на факультет русского языка и литературы Рязанского государственного педагогического института, окончила его в 1952. С 1952 по 1956 год продолжала обучение в аспирантуре Московского государственного педагогического института им. В. И. Ленина, после чего в 1956 году защитила кандидатскую диссертацию на тему «Формы настоящего времени глаголов в современных южнорусских говорах».
Приступив к преподавательской деятельности, читала курсы лекций, вела спецкурсы и спецсеминары по различным лингвистическим дисциплинам в Костромском государственном педагогическом институте (1956—1957) и в Московском областном пединституте им. Н. К. Крупской (1957—1958). В период с 1958 по 1961 годы работала редактором в Государственном учебно-педагогическом издательстве (Учпедгиз).
С 1961 и все последующие годы работала в Институте русского языка АН СССР (РАН) главным научным сотрудником, там же в 1982 году защитила докторскую диссертацию на тему «Гидронимика бассейна Оки как источник реконструкции лексики русского языка до XVIII века».
Долгие годы была профессором кафедры общего языкознания Московского педагогического государственного университета имени В. И. Ленина.
Галина Петровна Смолицкая скончалась 8 сентября 2006 года в Москве в Центральной клинической больнице Российской академии наук (ЦКБ РАН) после тяжёлой и продолжительной болезни.

## Труды

### Книги
- Словарь русского языка XI—XVII веков / В сост. авт. и ред. коллектива. — М., 1976—1999. — Вып. 1 — 24.
- Смолицкая Г. П. Гидронимия бассейна Оки: Список рек и озёр / Под ред. О. Н. Трубачёва. — М.: Наука, 1976. — 404 с.
  - Смолицкая Г. П. Гидронимия бассейна Оки / Гл. ред. В. В. Коростылёв; Рязанский областной научно-методический центр народного творчества. — 2-е изд. — Рязань, 2012. — Т.  . — 406 с. — (Рязанский этнографический вестник. Вып. 46). — 200 экз. — ISSN: 1819—2246
- Смолицкая Г. П., Горбаневский М. В. Топонимия Москвы / Отв. ред. д-р филол. наук В. В. Иванов; АН СССР. — М.: Наука, 1982. — 176, [8] с. — (Литературоведение и языкознание). — 190 000 экз.
- Одинцов В. В., Смолицкая Г. П.  и др. Школьный словарь иностранных слов : Пособие для учащихся / Сост.: В. В. Одинцов, Г. П. Смолицкая и др. — М.: Просвещение, 1983. — 208 с.
  - Одинцов В. В. и др. Школьный словарь иностранных слов / Сост.: В. В. Одинцов, В. В. Иванов, Г. П. Смолицкая, Е. И. Голанова, И. А. Василевская. — 2-е изд., перераб. — М.: Просвещение, 1990. — 256 с. — ISBN 5-09-001094-3.
  - Одинцов В. В. и др. Школьный словарь иностранных слов / Сост.: В. В. Одинцов, В. В. Иванов, Г. П. Смолицкая, Е. И. Голанова, И. А. Василевская. — 3-е изд.. — М.: Просвещение, 1999. — 288 с. — 10 000 экз. — ISBN 5-09-008634-6.
  - Одинцов В. В. и др. Школьный словарь иностранных слов / Сост.: В. В. Одинцов, В. В. Иванов, Г. П. Смолицкая, Е. И. Голанова, И. А. Василевская. — 4-е изд. — М.: Просвещение, 2006. — 344 с. — 10 000 экз. — ISBN 5-09-015544-5.
  - Одинцов В. В. и др. Школьный словарь иностранных слов / Сост.: В. В. Одинцов, В. В. Иванов, Г. П. Смолицкая, Е. И. Голанова, И. А. Василевская. — 5-е изд. — М.: Просвещение, 2010. — 344 с. — 10 000 экз. — ISBN 978-5-09-024550-0.
- Смолицкая Г. П. Обратный словарь гидронимов бассейна Оки. Ч. 1, 2 / Препринт № 3 за 1988 г. Институт русского языка АН СССР. — М.: ИРЯ АН СССР, 1988. — 88 с.
- Смолицкая Г. П. Занимательная топонимика: Книга для учащихся старших классов / Рецензенты: д-р филол. наук Е. С. Отин, д-р геогр. наук Э. М. Мурзаев, учитель-методист школы № 531 г. Москвы Л. М. Алексаньянц; Худож. В. Э. Брагинский. — М.: Просвещение, 1990. — 128 с. — 100 000 экз. — ISBN 5-09-001104-4. Топонимический словарик: с. 102—124.
  - Смолицкая Г. П. Занимательная топонимика: Рассказы о географических названиях. — М.: Дрофа; Армада-пресс, 2001. — 256 с. — (Что в имени ?..). — 7000 экз. — ISBN 5-309-00270-7.
- Смолицкая Г. П. Названия московских улиц: (850-летию Москвы посвящается). — М.: Муравей, 1996. — 240 с. — 3000 экз. — ISBN 5-88739-024-7.
  - Смолицкая Г. П. Названия московских улиц. — М.: Муравей, 1998. — 240 с. — (О Москве и москвичах). — ISBN 5-89737-007-9.
  - Смолицкая Г. П. Названия московских улиц. — М.: Флинта: Наука, 2006. — 224 с. — 2000 экз. — ISBN 5-89349-794-5; ISBN 5-02-033621-1.
- Бурак Е. Ю., Сапронова Т. Ф., Смолицкая Г. П. Названия московских храмов. — М.: Муравей, 1997. — 192 с. — 2000 экз. — ISBN 5-88739-033-6.
  - Бурак Е. Ю., Сапронова Т. Ф., Смолицкая Г. П. Названия московских храмов. — М.: Муравей, 1998. — 192 с. — (О Москве и москвичах). — 2000 экз. — ISBN 5-89737-008-7.
  - Бурак Е. Ю., Сапронова Т. Ф., Смолицкая Г. П. Названия московских храмов. — М.: Флинта: Наука, 2006. — 160 с. — 2000 экз. — ISBN 5-89349-793-7; ISBN 5-02-033620-3.
- Смолицкая Г. П. Топонимический словарь Центральной России: Географические названия. — М.: Армада-пресс, 2002. — 416 с. — (Что в имени ?..). — 7000 экз. — ISBN 5-309-00257-X.

### Статьи
- Из терминологии рельефа Поочья // Оронимика: Сборник статей. — М.: ЦНИИГАиК, 1969. — 72 с.
- Карты Генерального межевания России как источник топонимического исследования // Развитие методов топонимических исследований: Сборник статей / Отв. ред. Е. М. Поспелов; АН СССР. Отделение литературы и языка, Научный совет по лексикологии и лексикографии. — М.: Наука, 1970. — С. 99—105. — 112 с.
- Географический термин корв/корек // Местные географические термины. — М., 1970. — С. 145—151.
- Писцовые книги как источник топонимии // Вопросы топонимики СССР. — М., 1972. — С. …
- Субстратная гидронимия бассейна р. Оки // Ономастика Поволжья. Вып. 3. — Уфа, 1973.
- Апеллятив и топоним в составе народного говора // Общеславянский лингвистический атлас: Материалы и исследования, 1972. — М., 1974. — С. 258—267.
- Картографирование гидронимии Поочья // Топонимия Центральной России: Сборник. — М.: Мысль, 1974. — (Вопросы географии; Вып. 94).
- Некоторые аспекты топонимии как источника исторической географии населения (на материале УССР) // Топонимика на службе географии. — М., 1979. — С. 77-89. (Вопросы географии, 110).
- Топонимический словарь Центральной России // Русская речь. 1994, № 4-6; 1995, № 1-6; 1996, № 1-6; 1997, № 1-6; 1998, № 1-6; 1999, № 1-6; 2000, № 1-6; 2001, № 1,2.
- Отечественные языковеды. Владимир Андреевич Никонов (1904—1988) // Русская речь. — 2004. — № 4. — С. 76—79.

### Диссертации
- Смолицкая Г. П. Гидронимия бассейна Оки в её отношении к истории словарного состава русского языка: проблема реконструкции : Диссертация … доктора филологических наук : 10.02.01. — Москва, 1981. — 428 с.